# Правый Усть-Кальжыр
Правый Усть-Кальжыр (каз. Оң жақ Қалжыр) — село в Куршимском районе Восточно-Казахстанской области Казахстана. Входит в состав Калжырского сельского округа. Код КАТО — 635263200.

## Население
В 1999 году население села составляло 660 человек (324 мужчины и 336 женщин). По данным переписи 2009 года, в селе проживало 407 человек (203 мужчины и 204 женщины).